# Lopukhovka (Atkarsk)
|  | Per a altres significats, vegeu «Lopukhovka». |

Lopukhovka (en rus: Лопуховка) és un poble (un possiólok) de l'óblast de Saràtov, a Rússia, segons el cens del 2010 tenia 1.348 habitants. Pertany al districte municipal d'Atkarsk.